# Índice de precios al consumidor de Estados Unidos

Tasa de inflación de Estados Unidos (anualizada)

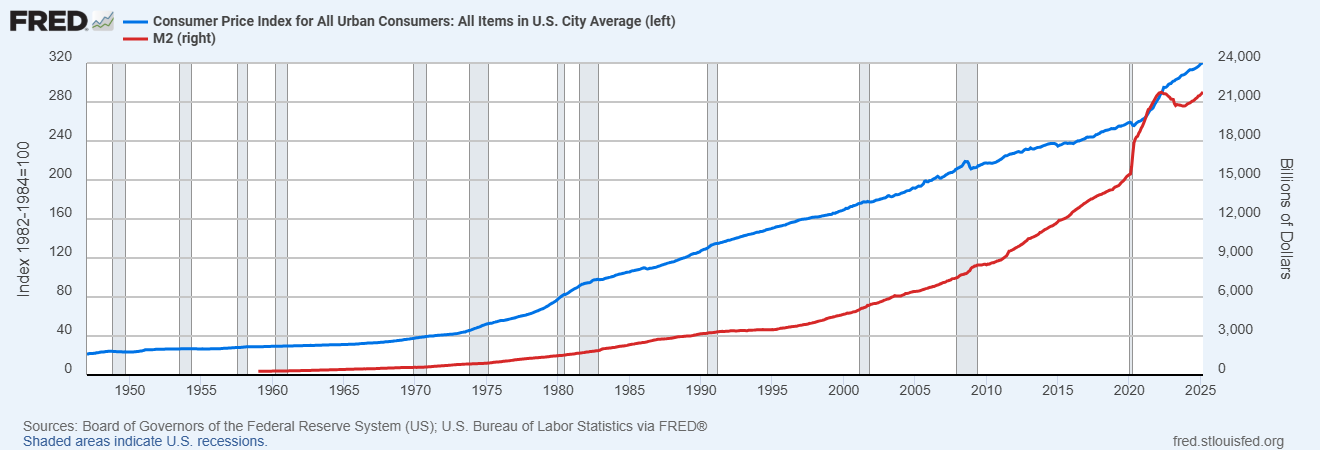
Relación entre stock de dinero (rojo) e Inflación (azul)

El Índice de Precios al consumidor de Estados Unidos (IPC) es un conjunto de índices de precios al consumidor calculados por la Oficina de Estadísticas Laborales de los Estados Unidos (BLS). Para ser precisos, el BLS rutinariamente calcula muchos IPC diferentes que se utilizan para diferentes propósitos. Cada uno es una medida de serie temporal del precio de los bienes y servicios de consumo. El BLS publica el IPC mensualmente.